# Rattus niobe
Rattus niobe — один з видів гризунів роду пацюків (Rattus).

## Таксономічні примітки
R. niobe та пов'язані з ним види потребують таксономічної ревізії.

## Морфологічні особливості
Маленький гризун завдовжки 90 — 135 мм, хвіст — 115—145 мм, стопа — 24,5 — 29,1 мм, вухо — 15, 4 — 19,6 мм. Вага досягає 55,5 грамів.

## Зовнішність
Хутро надзвичайно м’яке. Забарвлення верхніх частин темно-коричневе, змішується дорсально з червонуватим. Вібріси завдовжки 30 мм, вуха темно-коричневі. Вентральні частини жовтувато-коричневі, з основою буро-чорнуватих волосків. Руки білі, ступні сірувато-білі. Хвіст довше за голову і тіло, він рівномірно темно-коричневий і має 15-17 лусочкових кілець на сантиметр. Каріотип дорівнює 2n = 32 FN = 60.

## Поширення
Цей вид поширений у Папуа Новій Гвінеї між 762 і 4050 м над рівнем моря. Найбільша кількість зустрічей вище 1500 метрів. Цей вид можна знайти в тропічних мохових лісах, областях деградованих лісів і старих сільських садах.

## Відтворення
Самиці народжують від двох до трьох дитинчат.

## Загрози та охорона
Здається, нема серйозних загроз для цього виду. Невідомо, чи вид присутній в охоронних територіях.